# Phoenix Fan Fusion

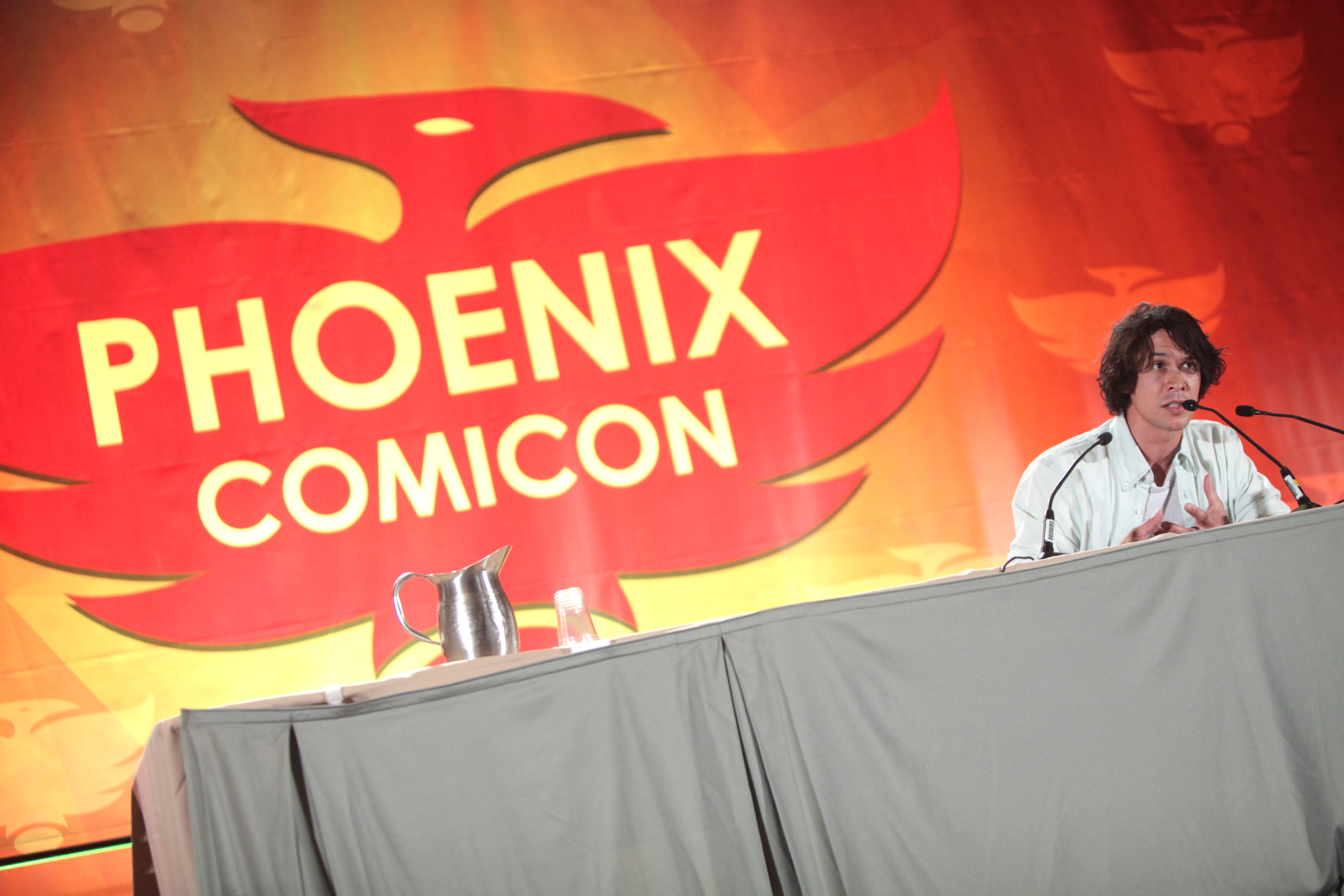
Bob Morley lors de la Phoenix Comicon de 2016.

Phoenix Fan Fusion (anciennement Phoenix Comicon et Phoenix Comic Fest) est une convention de fiction et de bande dessinée qui se déroule chaque année à Phoenix, en Arizona.
Elle a été fondée sous le nom de Phoenix Cactus Comicon en juin 2002 et consistait à l'origine en une journée de six heures organisée à Ahwatukee.
La convention propose des groupes de discussion sur la bande dessinée, des concours artistiques et des séances de dédicaces pour tous les âges. Il s'agit d'un événement de quatre jours qui se tient pendant l'été au Phoenix Convention Center (en). Le jeudi soir avant l'ouverture officielle de l'événement, une avant-première est organisée pour les professionnels, les exposants et certains invités pré-inscrits pour les quatre jours.